# Harnaaz Sandhu
Harnaaz Sandhu (sinh ngày 3 tháng 3 năm 2000) là một người mẫu, hoa hậu người Ấn Độ. Cô đăng quang Hoa hậu Hoàn vũ 2021 tại Eilat, Israel vào ngày 13 tháng 12 năm 2021. Trước đó cô là Miss Diva India 2021. Và là người phụ nữ Ấn Độ thứ ba đăng quang Hoa hậu Hoàn vũ.

## Tiểu sử và học tập
Harnaaz sinh ra và lớn lên ở Chandigarh trong một gia đình người Sikh. Cô theo học tại Trường Công lập Shivalik và Trường Cao đẳng Chính phủ dành cho Nữ sinh Sau Đại học, cả hai trường đều ở Chandigarh. Cô ấy thông thạo tiếng Punjab, tiếng Hindi và tiếng Anh.

## Sự nghiệp
Harnaaz bắt đầu tham gia cuộc thi sắc đẹp khi còn là một thiếu niên, giành được các danh hiệu như Miss Chandigarh 2017 và Miss Max Emerging Star India 2018. Sau khi giành được danh hiệu Femina Miss India Punjab 2019, Harnaaz đã tham gia cuộc thi Femina Miss India, cuối cùng cô đã lọt vào Top 12.

### Miss Diva 2021
Vào ngày 16 tháng 8 năm 2021,Harnaaz được lọt vào danh sách Top 50 thí sinh bán kết của Miss Diva 2021. Sau đó vào ngày 23 tháng 8, cô được xác nhận là một trong 20 thí sinh lọt vào vòng chung kết sẽ tranh tài trong cuộc thi Miss Diva trên truyền hình. Trong cuộc thi sơ khảo diễn ra vào ngày 22 tháng 9, Sandhu đã giành được giải Hoa hậu có làn da đẹp và lọt vào chung kết Hoa hậu Hình thể Bãi biển, Hoa hậu Nụ cười đẹp, Hoa hậu Ăn ảnh và Hoa hậu Tài năng.
Vào đêm chung kết, Harnaaz đã được trao danh hiệu hoa hậu bởi Adline Castelino.

### Hoa hậu Hoàn vũ 2021
Với tư cách là Hoa hậu Diva 2021,  Harnaaz đã nhận được quyền đại diện cho Ấn Độ tại Hoa hậu Hoàn vũ 2021 được tổ chức tại Eilat, Israel vào ngày 12 tháng 12 năm 2021. Harnaaz đã tiến từ nhóm 80 thí sinh ban đầu vào top 16, sau đó tiến lên top 10, top 5 và top 3, trước khi đăng quang là người chiến thắng. Trong phần thi ứng xử top 3, cô đã nhận được câu hỏi : ''Bạn có lời khuyên nào cho những cô gái trẻ đang xem chương trình này về việc đối mặt với những áp lực họ phải hứng chịu hằng ngày" và cô trả lời rằng :
- "Tin vào bản thân mình chính là áp lực lớn nhất mà phụ nữ hiện đại phải đối mặt. Bạn là duy nhất và điều đó khiến cho bạn đẹp nhất. Đừng so sánh bạn với bất kỳ ai, hãy quan tâm tới những điều quan trọng hơn đang xảy ra với thế giới của chúng ta. Các bạn hãy lên tiếng như một thủ lĩnh, bạn đại diện cho giọng nói chính mình. Tôi tin vào bản thân, và đó là lý do khiến tôi đứng đây ngày hôm nay"
Sau chiến thắng của mình, cô trở thành người phụ nữ Ấn Độ thứ ba đăng quang Hoa hậu Hoàn vũ.
Với tư cách là Hoa hậu Hoàn vũ,  Harnaaz sẽ cư trú tại Thành phố New York và tham gia một số sự kiện trên khắp thế giới.